# Blargies
Blargies település Franciaországban, Oise megyében. Lakosainak száma 505 fő (2022. január 1.). Blargies Abancourt, Bouvresse, Moliens, Monceaux-l’Abbaye, Criquiers és Formerie községekkel határos.

## Népesség
A település népességének változása:
| Lakosok száma | 532  | 536  | 544  | 533  | 527  | 522  | 516  | 511  | 505  |
|               | 2013 | 2015 | 2016 | 2017 | 2018 | 2019 | 2020 | 2021 | 2022 |